# Essai Vébé
L’ essai Vébé est un essai réalisé sur le béton de ciment frais d’affaissement nul ou ferme destiné en général à être mis en œuvre par compactage. Le but de l’essai est de déterminer la consistance de ce béton frais.
La norme NF EN 12350-3 décrit cet essai.

## Mode opératoire
Pour réaliser cet essai, une plaque transparente, un récipient cylindrique fixé sur une table vibrante et un moule conique sont utilisés :
- la plaque transparente a un diamètre proche de 240 mm ;
- le récipient cylindrique a un diamètre intérieur de 240 mm et une hauteur de 200 mm ;
- le moule conique a un diamètre intérieur à sa base de 200 mm, un diamètre intérieur à son sommet de 100 mm et une hauteur de 300 mm.

L’essai se déroule en suivant les étapes suivantes :
- le béton est sous forme d’un cône à l’intérieur du récipient cylindrique posé sur la table vibrante. Le moule conique est rempli avec le béton en trois fois. A chaque fois, chaque couche est piquée par 25 coups à l'aide d'une tige lisse ;
- le béton est démoulé, la plaque transparente est placée sur le cône de béton et la vibration est lancée, le béton commence à couler ;
- le temps nécessaire pour que le béton se nivelle dans le récipient cylindrique est mesuré. Ce temps correspond au moment où le béton mouille toute la plaque transparent.

## Interprétation des résultats
Plus le temps est long, plus le béton est ferme.
La norme NF EN 206 donne, entre autres, le classement Vébé du béton.